# Iulian Cristea
Iulian Cristea (n. 17 iulie 1994, Mediaș, Sibiu, România) este un fotbalist român, care joacă pe post de mijlocaș la U Cluj în SuperLiga României. Pe plan internațional, are prezențe la națională pentru România Sub-21 și România.
A fost convocat la naționala under-21 a României, pentru care a jucat într-un meci, cu Bulgaria, în 2016.